# 精密工学会
公益社団法人精密工学会（こうえきしゃだんほうじん せいみつこうがっかい、英称: The Japan Society for Precision Engineering、略称: JSPE）は、精密工学とその関連分野の学会である。公益法人制度改革に伴い、2011年2月1日より公益社団法人になった。事務局は東京都千代田区にある。

## 概要
- 昭和61年より社団法人 精機学会より名称を変更し現在の名前となった[1]。
- 現在、年2回（春、秋）大会を行っている。秋季の開催は各地を回っているが、春季は関東で行うことが通例となっている。
- 創立75周年を機に公益法人化を目指すことを決定した。
- 近年、会員数は学生会員を含めて6000人程度で推移しており[2]、分野によっては、日本機械学会と会員が重複しているところが見られる。

## 支部
- 北海道支部
- 東北支部
- 北陸信越支部
- 東海支部
- 関西支部
- 中国四国支部
- 九州支部

大会とは別に、各支部で学術講演会などを催している．

## 主な刊行物
- 精密工学会誌
- Precision Engineering (Journal of the International Societies for Precision Engineering and Nanotechnology，エルゼビア) （米国精密工学会（ASPE）、欧州精密工学会（euspen）との３学会共同による学会誌）